# Onkologisjuksköterska
Onkologisjuksköterska är en specialistsjuksköterska med påbyggnadsutbildning i onkologisk omvårdnad. Onkologisjuksköterskan ansvarar för cancerpatienters omvårdnad. Utbildningen kan vara inriktad mot strålbehandling eller palliativ vård, det vill säga vård i livets slutskede.